# Харвуд-Беллис, Тейлор
Тейлор Джей Харвуд-Беллис (англ. Taylor Jay Harwood-Bellis; родился 30 января 2002, Стокпорт) — английский футболист, центральный защитник клуба Премьер-лиги «Саутгемптон».

## Клубная карьера
Уроженец Стокпорта, Харвуд-Беллис начал тренироваться в футбольной академии «Манчестер Сити» с шестилетнего возраста. Выступал в детской лиге Стокпорта (Stockport Metro Junior League), в которой ранее играл другой выпускник академии «Манчестер Сити» Фил Фоден. В 2019 году помог юношеской команде «Сити» дойти до финала Молодёжного кубка Англии, выступая в связке с Эриком Гарсией в центре обороны.
24 сентября 2019 года Харвуд-Беллис дебютировал в основном составе «Манчестер Сити» в матче Кубка Английской футбольной лиги против «Престон Норт Энд». 11 декабря 2019 года дебютировал в Лиге чемпионов УЕФА, выйдя на замену Николасу Отаменди в матче против «Динамо Загреб».

## Карьера в сборной
Выступал за сборные Англии до 15, до 16, до 17, до 19, до 20 лет и до 21 года. В 2019 году был капитаном сборной Англии до 17 лет в двух матчах группового этапа юношеского чемпионата Европы, который прошёл в Ирландии.